# Dynastor napoleon
Dynastor napoleon är en fjärilsart som beskrevs av Doubleday 1849. Dynastor napoleon ingår i släktet Dynastor och familjen praktfjärilar. Inga underarter finns listade i Catalogue of Life.